# Daniel Cyganowski
Daniel Cyganowski (ur. 1921, zm. 1983) – amerykański duchowny katolicki, biskup Polskiego Narodowego Kościoła Katolickiego działającego na terenie Stanów Zjednoczonych Ameryki.
Pochodził ze wschodniego Chicago. Przez ponad dwadzieścia lat był duchownym PNKK w rejonie Chicago zanim w 1971 został wybrany i konsekrowany na biskupa diecezji Buffalo-Pittsburgh.
Zmarł w 1983.
Miał żonę, dwóch synów i córkę. Jego szwagrem był Edmund A. Kolozenski, weteran II wojny światowej odznaczony Purpurowym Sercem.